# Коллетт, Лора
Лора Коллетт (англ. Laura Collett; род. 31 августа 1989, Ройал-Лемингтон-Спа, Уорикшир) — британская всадница, выступающая в троеборье. Двукратная олимпийская чемпионка в командном троеборье (2020 и 2024). Член ордена Британской империи (MBE).

## Биография
За свою юношескую карьеру она завоевала девять медалей, в том числе три индивидуальных золота.
Коллетт принимала участие в трёх Чемпионатах Европы по конному спорту в личном зачёте. В 2011 году на чемпионате в Лумюлене она дебютировала в кросс-кантри, но на чемпионате 2015 года в Блэр-Касле на лошади Grand Manoeuvre заняла 13-е место. В 2018 году Коллетт стала второй на чемпионате в Лумюлене на лошади Mr Bass, но свою первую пятизвездочную победу она одержала в октябре 2020 года, когда завоевала титул на Pau Horse Trials во Франции, на лошади London 52. До этого конь стал чемпионом 2018 года среди восьми- и девятилетних лошадей на Blenheim Horse Trials, а также выиграл Event Rider Masters на Chatsworth Horse Trials и CCI4*-L на Boekelo Horse Trials, оба раза в 2019 году. Но на Чемпионате Европы по конному спорту 2019 года в Лумюлене он потерпел поражение, заняв третье место в соревнованиях по выездке.
В 2021 году, через восемь лет после несчастного случая, едва не приведшего к летальному исходу, Коллетт и London 52 были отобраны для участия в летних Олимпийских играх 2020 года в Токио, которые были отложены из-за пандемии COVID-19. Вместе с Оливером Таунендом и Томом Макюэном она завоевала золото в командном троеборье. В личном троеборье заняла девятое место.
В 2022 году за заслуги в области конного спорта Коллетт была награждена орденом Британской империи (MBE).
В 2022 году Коллетт выиграла Badminton Horse Trials. На лошади London 52 она лидировала от старта до финиша, установив рекордный для Badminton Horse Trials результат — 21,4 балла.
В июне 2024 года она была утверждена в качестве члена команды Великобритании для участия в летних Олимпийских играх 2024 года в Париже. Она выиграла золото в командном троеборье вместе с Розалинд Кантер и Томом Макюэном. В личном троеборье заняла третье место. В командном троеборье британцы выиграли золото на вторых Играх подряд.

### Личная жизнь
В 2013 году, после тяжелого падения с лошади, Коллетт пришлось пять раз реанимировать и делать экстренную трахеотомию, в результате чего она получила перелом плеча, сломанные ребра, пробитое лёгкое, разрыв печени и повреждение почек. Кроме того, фрагмент плечевой кости оторвался и через кровоток попал в правый глаз, повредив зрительный нерв. На шесть дней была помещена в искусственную кому.